# Эвглена зелёная
Эвглена зелёная (лат. Euglena viridis) — вид протистов из типа Эвгленозои (Euglenozoa). Наиболее известный представитель эвгленовых протистов. Передвигается с помощью жгутика. Клетка эвглены зелёной обычно веретеновидной формы и зелёного цвета. Является миксотрофом. Не имеет точной формы.

## Анатомия и физиология
Длина тела 50—60 микрометров, ширина 14—18 микрометров. Тело вытянуто, на переднем конце есть один длинный и один короткий жгутики, которые в клетке переходят в базальные тельца, задний конец слегка расширен и заострен. Эвглена имеет эластичную оболочку (пелликулу), которая придает ей форму, но позволяет сжиматься, становясь короче и шире.
С той же стороны, где находится жгутик, у эвглены зелёной располагается клеточный рот, с помощью которого она заглатывает органические частицы. Этому помогает короткий жгутик.
Также в передней части клетки находится светочувствительное образование — глазок (см. стигма), имеющий красный цвет. Эвглена зелёная обладает положительным фототаксисом, то есть плывет в сторону света (в клеточном рту на длинном жгутике находится фоторецептор, направляющий организм в место оптимальной для фотосинтеза освещенности).
Движение осуществляется в том направлении, где находится жгутик. Он ввинчивается в воду, сама клетка в это время крутится в другую сторону.
Эвглена зелёная сочетает в себе признаки как растений, так и животных. Её клетка содержит хлорофилл и на свету может питаться за счет процесса фотосинтеза. В темноте и при обилии органической пищи эвглена питается гетеротрофно, поглощая органику. Длительное пребывание в малоосвещённых местах приводит к «обесцвечиванию» зелёного тела эвглены: хлорофилл в хлоропластах разрушается, и эвглена приобретает бледно-зелёный или вовсе теряет цвет. Однако при возвращении в освещённые места у эвглены вновь начинает иметь место автотрофное питание.
При наступлении негативных для неё условий среды (зима, пересыхание водоёма) зелёная эвглена образует цисту, при этом утрачивает жгутик и становится шарообразной.
Размножается зелёная эвглена путём продольного деления клетки.

## Распространение и экология
В природе эвглены живут обычно в сильно загрязнённых пресных водоемах с большим количеством растворённых органических веществ. При сильном размножении эвглен вода приобретает зелёный оттенок («цветение воды»).

## Родственные виды
Ближайшими родственниками эвглены зелёной являются Эвглена кровавая (Euglena sanguinea) и Эвглена снежная (Euglena nivalis). При массовом размножении этих видов наблюдается так называемое «цветение снега». Ещё Аристотель в IV веке до н. э. описал появление «кровавого» снега. Чарльз Дарвин наблюдал это явление во время путешествия на корабле «Бигль».
Некоторые эвгленовые вообще не способны к фотосинтезу и питаются гетеротрофно подобно животным, например, представители рода Астазия (Astasia). У таких животных могут развиваться даже сложные ротовые аппараты, с помощью которых они поглощают мельчайшие пищевые частицы.

## Схожие виды
Вид инфузорий Mesodinium chamaeleon из класса Litostomatea совмещает, как и эвглена зелёная, черты животного и растения, но не содержит собственных хлоропластов.